# Андреас Аркас
Андрій Еммануїлович Арка́с (грец. Ανδρέας Αρκάς, рос. Андрей Эммануилович Аркас; 1766—1825) — засновник миколаївського роду Аркасів.

## Походження
Слово «Аркас» з грецької означає «аркадієць». Воно пов'язане з назвою давньогрецької провінції Аркадія і сходить до міфології: «Аркас, син Юпітера і Каллісто, цар Аркадії, який отримав від неї свою назву, — перетворений був на ведмедя і взятий з матір'ю на небо, де вони становлять сузір'я: Великої і Малої Ведмедиці».
Згідно з переказами, жителі Аркадії відрізнялися патріархальної простотою вдачі, гостинністю, сердечністю відносин один з одним і військовою доблестю.
Миколаївський рід Аркасів за походженням був знатним, заслужив популярність і повагу своїми справами на користь вітчизни.
Народився Андреас Аркас в місті Патрасі. Восьмирічним хлопчиком османи взяли його в полон і відправили на невільничий ринок. Грецький священник викупив хлопчика. Деякий час жив у свого друга Феохаріса Хаскара.
У 1794 році Андреас Аркас з дружиною, сином-немовлям Захарієм та іншими переселенцями змушений був тікати в Росію з політичних мотивів.
Після численних небезпечних пригод вони дісталися, нарешті, до Миколаєва. Місто в той час тільки почало забудовуватися і заселятися. Відкривши невелику овочеву крамничку, Аркас осів тут зі своїм сімейством.
Незабаром він отримав тут дворянство, придбав невеликий маєток і став викладати історію і грецьку мову в Чорноморському штурманському училищі. Крім цього, він усе життя займався археологією і складанням словника. Досконало володіючи 12-ма мовами, він склав паралельний словник цих мов. Рукопис цього словника зберігався в родинному архіві Аркасів, але в роки революції загубився.
Пізніше А. Аркас був головним перекладачем при штабі Чорноморського флоту.
У родині Аркасів було 9 дітей. Своїм синам він дав ґрунтовне домашнє виховання і всебічну класичну освіту. Він виховав у них працьовитість, вимогливість до себе, самодисципліну, високе почуття офіцерської честі, самовідданість. Він навчив їх цінувати і поважати гідність, цінувати час і невпинно працювати.
Помер Андреас (Андрій) Аркас у Миколаєві в 1825 році в чині колезького секретаря.